# Crkva Majke Božje Koruške u Križevcima
Crkva Majke Božje Koruške je župna crkva u Križevcima. Pripada među najranije barokne građevine s trolisnim svetištem u Hrvatskoj.

## Povijest crkve
Godine 1702. križevački je župnik Juraj Janković na mjestu križišta sadašnje crkve podigao manju kapelicu, a 1715. godine dodani su joj trotravejni brod i manji bočni jednotravejni prostor. U brod su bila postavljena dva oltara: Presvetog Trojstva i Svetih triju kraljeva koji se i danas nalaze u lijevoj i desnoj apsidi. Deset godina kasnije pavlini nadograđuju apsidalne dijelove crkve: tri iznutra kružno oblikovane apsidalne dogradnje te kupola iznad križišta. Crkva sv. Marije Koruške za hrvatsku je arhitekturu važna upravo zato što u njenom svetištu prvi puta pojavljuje trolisna tlocrtna osnova. Kupola i apsidalne konhe oslikane su 1726. godine. Iste godine bočni je prostor s desne strane broda crkve povećan za dva traveja i na taj način potpuno zatvara jedan vanjski zid broda.  
Visoki zvonik s jarmom u koji je ugrađeno pjevalište prigrađen je 1872. godine. Tom je prigradnjom poništen arhitektonski naglasak na dominantnu kupolu, ispod koje se nalazi Altenbachov kip Gospe Žalosne. 
Godine 2004. zagrebački nadbiskup kardinal Josip Bozanić osnovao je u Križevcima novu župu Blažene Djevice Marije i sv. Marka Križevčanina i tada njezinom župnom crkvom postaje i crkva Majke Božje Koruške.
Tijekom 2006. godine crkva je potpuno obnovljena. Krajem prošlog ili početkom ovog stoljeća svodove broda i sakristije dekorirao je lokalni slikar.

## Opis crkve
Crkva ima longitudinalnu osnovu s transeptom i križištem, nad kojim je visok tambur s kupolom koja se razvija iz četverokutne osnove. Centralni prostor osvijetljen je kroz prozore u kapelama, a u gornjoj razini kroz polukružno zaključene prozore pod svodom kupole, u koju su usječene susvodnice. 
Iza visokog glavnog oltara nalaze se prozori vidljivi izvana, ali ne i iznutra. Takvo rješenje u skladu je s baroknom teatralnošću – za vrijeme jutarnje mise sunčeve zrake prolaze kroz skrivene prozore i osvjetljavaju skulpturu Boga Oca, stvarajući tako dojam božanske svjetlosti. 
Po uzoru na arhitekturu ove crkve, nastale su i dvije crkve u Međimurju te jedna na Plješivici.

## Galerija slika
- Tlocrt i faze izgradnje crkve Majke Božje Koruške u Križevcima iz godina 1702., 1715., 1725. i 1730.
- Kip Žalosnoga Krista, na krovu sakristije crkve Majke Božje Koruške u Križevcima
- Ivan Jakov Altenbach, Kip Gospe Žalosne, u crkvi Majke Božje Koruške u Križevcima, 1674.
- Ivan Ranger, glavni oltar Svete Obitelji, u crkvi Majke Božje Koruške u Križevcima
- Ivan Ranger, oltarna slika Sveta Obitelj na glavnom oltaru Svete Obitelji, u crkvi Majke Božje Koruške u Križevcima
- Ivan Ranger, detalj glavnog oltara Svete Obitelji, u crkvi Majke Božje Koruške u Križevcima

## Crkvena oprema
Svetište Majke Božje Koruške postalo je poznato nakon knjige "Kraljica mučenika" Nikole Bengera iz 1730. godine objavljenom na latinskom jeziku u Poljskoj i u toj su knjizi prvi put opisani spomenici u Križevcima, a među njima i spomenici crkve Majke Božje Koruške.
Među razmjerno brojnom opremom ove crkve ističu se skulptura Majke Božje Žalosne (Pietà), koja je glavni razlog gradnje crkve, te oltarna slika Svete Obitelj s neobičnim ikonografskim motivom vraćanja Svete Obitelji u Nazaret nakon što su sv. Marija i sv. Josip pronašli izgubljenog dvanaestogodišnjeg Isusa.
Crkva Majke Božje Koruške izvana je ukrašena sa šest skulptura, među kojima se zbog rijetkosti ikonografskog motiva ističe kip Žalosnoga Krista. 
„Na plastično ukrašenom pročelju“, navodi Žinić,“ dominira kip Bezgrešne Djevice Marije iz 1718. g. smješten u niši, a oko kipa u pravilnom su razmaku na istaknutim konzolama smješteni kipovi četiri anđela. Jedan od anđela drži u rukama štit s grbom grada Križevaca, dok je na štitu anđela nasuprot, zapis o posveti novog zvonika iz 1872. godine.“

### Kip Gospe Žalosne
Crkva Majke Božje Koruške u narodu nosi naziv Majke Božje Žalosne koji je dobila prema skulpturi Gospe Žalosne koja je smještena na stupcu unutar crkve. Kip Gospe Žalosne koja u naručju drži mrtvoga sina izradio je varaždinski kipar Ivan Jakov Altenbach 1674. godine po nalogu Marije Juhrin (Jurčin).  Ovom umjetničkom djelu pripisuje se epitet najstarijeg javnog kamenog spomenika u Križevcima. Kip Gospe Žalosne povezuje se s brojnim legendama i čudesima. Tako Križevčanin, pavlinski povjesničar Nikola Benger, navodi u svome djelu Regina innumeris gratiis Corusca Dei Mater Dolorosa (Kraljica mučenika) kako se, prvo, Martinu Hundriću, zatim kasnije, Marku Lončariću usred pogibeljnih situacija ukazao kip Gospe te im pomogao, nakon čega su Hundrić (uz novčanu pomoć Mije Berkovića) i Lončarić obnovili, odnosno ponovno podigli kip Gospe Žalosne.
Bengerova knjiga objavljena je 1730. godine u Čenstohovoj u Poljskoj i upravo je ta knjižica Križevcima i crkvi Majke Božje Koruške donijela hodočasničku popularnost.

### Oltar Svete Obitelji
U obnovi 1942. godine rekonstruirana je unutrašnjost crkve i vraćena u prvobitno stanje prema projektu Zavoda za zaštitu spomenika kulture (tadašnjeg Konzervatorskog zavoda). Tirolski je oltar odstranjen, a u svetište je postavljen oltar Svete Obitelji, koji je 1738. bio postavljen u lađi.
Slika Sv. Obitelji s glavnog oltara, kao i sam oltar, pripisuju se pavlinu laiku Ivanu Krstitelju Rangeru, značajnom hrvatskom baroknom slikaru. Ikonografija ove slike razmjerno je rijetka. Prikazan je prizor iz priče opisane u Bibliji Lk 2: 41-50.
Priča govori o odlasku dvanaestogodišnjeg Isusa, zajedno s roditeljima i brojnim drugim hodočasnicima, u Jeruzalem na veliki blagdan Pashe. Kad su na povratku roditelji primijetili da Isus nije među drugim hodočasnicima, tražili su ga i pronašli kako podučava učitelje u Hramu, nakon čega su se vratili u Nazaret. Na Rangerovoj slici prikazan je put Sv. Obitelji kako putuje iz Jeruzalema u Nazaret. Kompozicijski gledano, centar slike je dijete Isus koji s isprikom u očima gleda svoju majku. Na njezinu je licu vidljiv izraz olakšanja, a pogled koji je zemaljski otac uperio u Isusa, iako ozbiljan, više nije strog ni zabrinut. Marija i Josip drže Isusa za ruku. Na taj način prikazane su duhovna i fizička povezanost među likovima: prva trokutom pogleda otac – dijete – majka, a druga fizičkim kontaktom. Iskazivanje osjećaja brige za svoje dijete čini scenu pronalaska dvanaestogodišnjeg Isusa jednom od najljudskijih poznatih prikaza Svete Obitelji.

## Orgulje
Josip Erhatić i sin izgradili su orgulje za crkvu poslije 1912. godine. Glazbalo ima ovu dispoziciju:
| Manual C–f3 |                 |    |
| 1.          | Salicional      | 8′ |
| 2.          | Rohrflöte       | 8′ |
| 3.          | Salicet         | 4′ |
| 4.          | Flöte           | 4′ |
| 5.          | Rauschquinte II |    |

| Pedal C–d1 |         |     |
| 6.         | Subbass | 16′ |

Spojevi: Man.-Ped. 

Kolektivi: Forte 

Trakture su mehaničke s registarskim kancelama.

## Vanjske poveznice
- Huzjak, Ivan. O počecima svetišta Majke Božje Žalosne u Koruškoj, Cris: časopis Povijesnog društva Križevci, Vol.XIII No.1 Travanj 2012.
- Crkve u Križevcima
- U Križevcima nova župa